# Hosoi Heishu

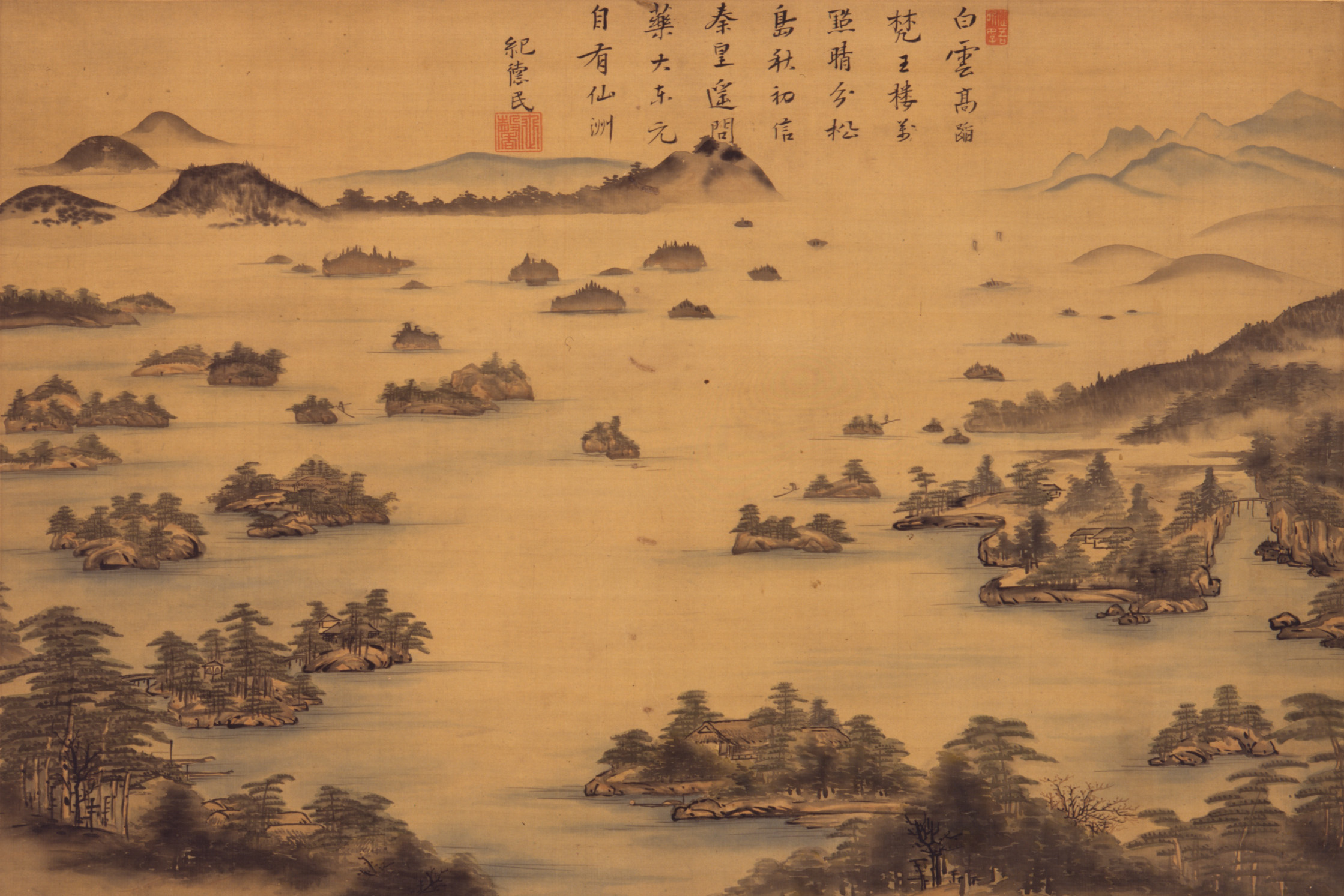
Visão verdadeira de Matsushima por Hosoi Heishū (1771), da coleção do Museu de História de Tōhoku.

Hosoi Heishū (細井 平洲; August 3, 1728 – June 29, 1801) foi um professor japonês de pensamento confuciano durante o Período Edo. Hosoi pertencia à escola eclética de filosofia confuciana, e o seu pensamento pode ser considerado como o ponto de partida da marca eclética do confucianismo.

## Vida
Nascido na vila de Hirashima, província de Owari, numa família rica de estudiosos que mais tarde desistiram do seu status para se tornarem agricultores, Hosoi passou os primeiros nove anos da sua vida lá como estudante num templo local. Ao tornar-se o melhor aluno, Hosoi foi enviado para Quioto e Nagoia aos 17 anos, onde estudou com Nakanishi Tanen. Foi durante este tempo que Hosoi ganhou uma educação nos clássicos chineses e quando Hosoi era um jovem adulto, começou a dar palestras para daimyōs e plebeus. Depois de ser ensinado em Nagoya, Hosoi mudou-se para Nagasaki, onde permaneceria por três anos até que ele foi forçado a voltar para casa para cuidar da sua mãe doente. Depois disso, Hosoi voltou para Nagoia, onde abriu uma escola, mas depois de um curto período Hosoi decidiu fechar a escola para que se pudesse mudar para Edo num esforço para restabelecer relações com seu antigo professor.  Em 1780, Hosoi conseguiu garantir uma posição como professor em Owari, onde ocupou áreas de terra que seriam usadas como locais onde ele poderia dar as suas palestras e educar a população local. 

## Filosofia e pensamento
O pensamento de Hosoi era uma mistura de lições de todas as escolas do confucionismo existentes na época. A sua filosofia enfatizava a praticidade, a independência do pensamento e a divulgação dos ensinamentos de Confúcio à população em geral. Hosoi acreditava que os estudiosos das outras escolas tornavam os ensinamentos muito complicados e não gostavam de qualquer tipo de pensamento especulativo. A ênfase prática dos seus ensinamentos, juntamente com o seu foco nas condições económicas da pessoa comum, lhe rendeu muitos discípulos, que  deram-lhe o nome de Buda Vivo. Um desses discípulos, Uesugi Yozan, tornaria-se-ia famoso como um daimyō modelo, usando Hosoi como conselheiro durante os seus programas de reforma. 
De acordo com a filosofia de Hosoi, existe uma pureza interna sincera dentro de todos, bem como no mundo natural. Esta pureza, que ele chamou de makoto, era a base para toda ação ética. Esta pureza é corrompida quando uma pessoa entra no mundo e vive a sua vida na Terra. Para que a harmonia, a paz e a compreensão surgissem entre a humanidade, a pessoa tinha que manter a sua makoto pura.  O conceito de makoto originou-se na tradição xintoísta e, ao longo dos seus escritos e palestras filosóficas, Hosoi baseia-se extensivamente nas crenças xintoístas. 

### Opinião sobre as mulheres
A visão de Hosoi sobre as mulheres é semelhante à da maioria dos confucionistas da época, e pode-se dizer que as suas opiniões assemelham-se muito à perspetiva encontrada numa obra intitulada Maior Aprendizagem para Mulheres,  que foi escrita por Kaibara Ekken, um famoso confucionista da escola Zhu Xi. De acordo com a visão de Hosoi, quando uma mulher está na infância, os pais devem evitar estragá-la para impedi-la de desenvolver o amor ao luxo, além de ser incapaz de se ajustar às dificuldades da vida conjugal.  Quando a mulher se torna adulta, ela deve  casar-se e se tornar-se um modelo de resistência, assumindo a dificuldade enquanto cuida da sogra e da família. 

## Trabalho político
A política do Domínio de Yonezawa foi grandemente influenciada pelos ensinamentos de Hosoi, particularmente durante o reinado de Uesugi Yōzan, um daimyō que havia sido ensinado por Hosoi desde a sua juventude.  Hosoi deu palestras a Yozan e a outros estudantes sobre a sua conceção da política confucionista e o que era a arte de governar adequadamente. Para Hosoi, o daimyō era visto como um servo do Céu, e um servo fiel:
 
não se esquece por um instante que se apesar da sua nobre condição, não rejeita o luxo; se apesar da riqueza da sua terra, não rejeita a prodigalidade, e se não serve como pai do seu povo, terá errado no seu ofício de servo do Céu e terá violado a piedade filial que um herdeiro deve aos seus antepassados.
O sucesso do Domínio Yonezawa na administração e na reforma económica foi amplamente visto como resultado da influência de Hosoi e da dedicação e diligência de Uesugi em seguir planos e governar pelas máximas de "Não ter lugares desertos no seu domínio" e "Não ter ociosos entre o seu povo".  Houve extensa recuperação de terras, treino agrícola para todas as classes e o desenvolvimento de uma indústria de seda e laca.  No entanto, apesar do sucesso das reformas, é importante notar que, na filosofia política de Hosoi, o serviço leal é essencial, e parte deste serviço leal é exaltar o superior. Um governante que não fosse infalível tinha que ser protegido por uma pessoa virtuosa que estivesse a seu serviço. Hosoi acreditava que, ao ocultar os erros e a decadência do governante, o povo não se tornaria corrupto e, assim, teria um exemplo moral que poderia admirar. Como resultado disso, Uesugi Yozan é tradicionalmente reverenciado ao longo da história japonesa como um governante cheio de virtude e sábio. 

## Educador
Como educador, Hosoi dava ênfase à individualidade de cada aluno presente e não gostava a educação que envolvesse ensinar aos alunos o pensamento coletivo. As suas crenças na educação podem ser vistas numa carta que escreveu ao Senhor de Yonezawa:
 
Creio que o nosso primeiro dever é ensinar o povo a compreender que uma vida honesta é o principal de todos os deveres; mas não nos podemos esquecer que cada um é dotado de uma individualidade distinta. A uniformidade na educação deve ser mantida apenas pelo exemplo vivo de um professor virtuoso.